# Eurepella mjobergi
Eurepella mjobergi är en insektsart som först beskrevs av Lucien Chopard 1925.  Eurepella mjobergi ingår i släktet Eurepella och familjen syrsor. Inga underarter finns listade i Catalogue of Life.